# Opera buffa
De opera buffa ('buffa' betekent grappig) is een operagenre dat ontstaan is in Italië uit de improvisatiekomedie (Commedia dell'arte), die in de 18e en 19e eeuw in zwang was.

## Geschiedenis
De opera buffa komt op in Napels en later in Rome en Venetië. Aanvankelijk was dit operagenre kort en komisch en bedoeld om in de pauze van een opera seria gespeeld te worden, als intermezzo.
Een voorbeeld hiervan is La serva padrona, een stuk van Giovanni Paisiello uit zijn Russische tijd dat een variatie is op het gelijknamige stuk van Giovanni Battista Pergolesi.
Op den duur legden componisten verband tussen deze kluchtige intermezzi en al gauw ontwikkelde de opera buffa zich tot een zelfstandig operagenre. Het werd snel populairder dan de in verval geraakte opera seria en werd ook bekend buiten Italië. In het midden van de 18e eeuw was de opera buffa zelfs het toonaangevende genre in Europa.
Een bekend voorbeeld van de opera buffa is Le nozze di Figaro, een werk van Wolfgang Amadeus Mozart. Andere grote componisten die in dit genre actief waren zijn Alessandro Scarlatti en Nicola Logroscino.
Het hoogtepunt van de opera buffa is te vinden bij Gioacchino Rossini, bijvoorbeeld met Il barbiere di Siviglia. Aan het eind van de 19e eeuw was de laatste opleving van de opera buffa met de Falstaff van Verdi in 1893.

## Verschillen met de opera seria
Het verhaal van een opera buffa vond plaats in een alledaagse setting en de hoofdrolspelers waren gewone, eenvoudige mensen. Hierdoor werd het verhaal realistischer en begrijpelijker gemaakt. Dit staat in contrast met de opera seria, waar heroïsche figuren een rol speelden en het thema vaak mythologisch van aard was.
De opera buffa was speelser en luchtiger en zelfspot was een belangrijk element. In tegenstelling tot de opera seria werd de opera buffa als een vrije muziekdramatische vorm opgevat.
De eenvoud was ook terug te zien op muzikaal gebied. Zo bevatte de opera buffa uitsluitend partijen die voor normale stemmen uitvoerbaar waren (geen castraten meer bijvoorbeeld). Waar de opera seria gebruikmaakte van heel hoge stemmen, zoals castraten en sopranen, maakte de opera buffa juist gebruik van een heel lage stem (basso buffo).
Ook kon de gehele opera met vijf stemmen gezongen worden en werd er gewoon in dialect gezongen. Door middel van deze eenvoud probeerde men de opera bij het gewone volk te brengen. Zo werd de opera buffa een tegenhanger van de opera seria (serieuze opera), die vooral gespeeld werd voor vermaak van het hof en andere rijke mensen.